# Musaranya pigmea d'Egipte
La musaranya pigmea d'Egipte (Crocidura religiosa) és una espècie de mamífer eulipotifle de la família de les musaranyes (Soricidae) endèmica d'Egipte. El seu hàbitat s'ha vist afectat per la construcció de la resclosa d'Assuan.